# 克拉薩赫河
50°6′27.740385″N 11°14′18.247662″E / 50.10770566250°N 11.23840212833°E
克拉薩赫河（德語：Krassach），是德國的河流，位於該國東南部，由巴伐利亞負責管轄，屬於魏斯美因河的左支流，河道全長7公里，流域面積31平方公里。